# Erhard
Erhard (althochdeutsch era, „Ehre, Ansehen“ und hard, „hart, stark“) ist ein deutscher Vorname. Heute ist er auch ein häufiger Nachname im deutschsprachigen Raum.
Der Gedenktag des Heiligen Erhard von Regensburg wird am 8. Januar begangen.

## Varianten
- Ehrhardt, Ehrhard, Erhart

## Namensträger

### Vorname
- Erhard Auer (1874–1945), Innenminister des Freistaats Bayern und SPD-Parteivorsitzender in Bayern
- Erhard Bodenschatz (1576–1636), deutscher Pastor, Kantor und Komponist
- Erhard Bungeroth (* 1939), 1988 bis 2004 Richter am Bundesgerichtshof
- Erhard Busek (1941–2022), österreichischer Politiker der ÖVP
- Erhard Eppler (1926–2019), deutscher Politiker (SPD) und von 1968 bis 1974 Bundesminister für wirtschaftliche Zusammenarbeit
- Erhard Etzlaub (≈1460–1531/32), deutscher Kartograph sowie Kompassbauer und Astronom der Dürerzeit aus Nürnberg
- Erhard Freitag (1940–2015), Buchautor und einer der bekanntesten Verfechter des sog. „Positiven Denkens“
- Erhard Frieß (* 1936), deutscher Kirchenmusiker
- Erhard Hofeditz (1953–2025), deutscher Fußballspieler
- Erhard Hübener (1881–1958), deutscher Politiker (DDP, LDPD) und von Dezember 1946 bis Oktober 1949 erster Ministerpräsident des Landes Sachsen-Anhalt
- Erhard I. Jakobi, Abt des Klosters Waldsassen von 1486 bis 1493
- Erhard Keller (* 1944), deutscher Eisschnellläufer und zweifacher Olympiasieger
- Ehrhard Kirchner (1866–1927), deutscher Politiker, Präsident der Landesversammlung des Freistaates Coburg
- Erhard Klotz (* 1938), deutscher Jurist und Politiker
- Erhard König (1900–1966), deutscher Politiker (KPD/SED) und Funktionär der Volkspolizei
- Erhard Krack (1931–2000), deutscher Politiker (SED)
- Erhard Loretan (1959–2011), Schweizer Bergsteiger
- Erhard Louven (* 1938), deutscher Wirtschaftswissenschaftler
- Erhard Mauersberger (1903–1982), Organist, Musiklehrer und Thomaskantor
- Erhard Mayke (1896–1962), deutscher Eisschnellläufer
- Erhard Milch (1892–1972), deutscher Heeres- und Luftwaffenoffizier (seit 1940 Generalfeldmarschall) und von 1933 bis 1945 Staatssekretär des Reichsluftfahrtministeriums (RLM)
- Erhard Pumm (1945–2011), deutscher Gewerkschaftsfunktionär und Politiker (SPD)
- Erhard Quack (1904–1983), deutscher Kirchenlieddichter und -Komponist
- Erhard von Queis (1490–1529), Bischof von Pomesanien, Wegbereiter der Reformation in Preußen
- Erhard Scheibe (1927–2010), deutscher Wissenschaftsphilosoph
- Erhard Schmied (* 1957), deutscher Autor und Schriftsteller
- Erhard Schnepf (1495–1558), deutscher Theologieprofessor, Pfarrer und Reformator
- Erhard Schwerin (1939–2016), deutscher Fußballtorwart
- Erhard Riedlsperger (* 1960), österreichischer Drehbuchautor und Regisseur
- Erhard Schwandt (* 1942), deutscher Schriftsteller und Lehrer
- Erhard Ueckermann (1924–1996), deutscher Jagd- und Forstwissenschaftler
- Erhard von Regensburg († um 715 / 717), Wanderbischof im Elsass und im bayerischen Regensburg
- Erhard Wunderlich (1956–2012), deutscher Handballspieler

### Familienname
- Alfred Erhard (1899–1945), deutscher Offizier, Generalmajor der Luftwaffe
- Andreas Erhard (1791–1846), deutscher Philosoph, Schriftsteller
- Annegret Erhard (* 1947), deutsche Journalistin und Autorin
- Bodo-Maria Erhard ISch (1924–2020), deutscher römisch-katholischer Geistlicher, Schönstattpater
- Benno Erhard (1923–2011), deutscher Jurist und Politiker (CDU)
- Christian Daniel Erhard (1759–1813), deutscher Rechtswissenschaftler und Dichter
- Dieter Erhard (* 1961), deutscher Künstler
- Friedrich Daniel Erhard (1800–1879), deutscher Gerichtsmediziner und Badearzt
- Guido Erhard (1969–2002), deutscher Fußballspieler
- Heinrich Erhard (Verleger) (1796–1873), deutscher Verleger
- Heinrich August Erhard (1793–1851), deutscher Archivar, Mediziner und Historiker
- Herbert Erhard (1930–2010), deutscher Fußballspieler
- Hermann Erhard (1883–1968), deutscher Unternehmer
- Hubert Erhard (1883–1959), deutscher Zoologe und Wissenschaftshistoriker
- Hugo Erhard (1810–1859), deutscher Architekt
- Johann Benjamin Erhard (1766–1827), deutscher Philosoph
- Johann Christoph Erhard (1795–1822), deutscher Maler und Radierer
- Johann Theophil Erhard (1751–1822), deutscher Mediziner
- Johann Ulrich Erhard (ca. 1749–1718), deutscher Lyriker, Gymnasiallehrer und Geistlicher
- Josef Erhard (Politiker) (1847–1907), deutscher Gastwirt und Politiker (Zentrum)
- Josef Erhard (Ministerialdirektor) (* 1946), deutscher Ministerialbeamter
- Julius Erhard (1820–1898), deutscher Fabrikant und Sammler
- Ludwig Erhard (Ingenieur) (1863–1940), deutsch-österreichischer Techniker, erster Direktor des Technischen Museums Wien
- Ludwig Erhard (1897–1977), deutscher Politiker (parteilos, CDU), Bundeskanzler von 1963–1966
- Luise Erhard (1893–1975), deutsche Volkswirtin und Kanzlergattin
- Marie Erhard (1846–1906), österreichische Opernsängerin (Sopran) und sächsische Kammersängerin
- Martin Erhard (Gewerkschafter) (1918–2017), deutscher Gewerkschafter und Politiker (SPD), MdL Bayern
- Martin Erhard (Eishockeyschiedsrichter) (1938–2013), deutscher Eishockeyschiedsrichter
- Martin Erhard (Eishockeyspieler) (* 1960), deutscher Eishockeyspieler
- Martin Erhard (Kirchenmusiker) (* 1976), deutscher Kirchenmusiker
- Otto Erhard (1829–1888), deutscher Politiker
- Rudolf Erhard (* 1951), deutscher Journalist und Autor
- Theodor Erhard (1839–1919), deutscher Elektrophysiker
- Thomas Aquin Erhard (1675–1743), deutscher Benediktiner und Theologe
- Toni Erhard (* 2001), deutscher Motorradrennfahrer
- Werner Erhard (* 1935), US-amerikanischer Unternehmer